# Luis Algarra
La ganadería de Luis Algarra (oficialmente denominada D. Luis Algarra Polera) es una ganadería española de reses bravas, fundada en 1974 por don Luis Algarra Polera. Fue adquirida por su padre Salvador Algarra del Castillo en 1963, que era la antigua ganadería de Félix Suárez; Luis la remodeló añadiéndole reses procedentes de Juan Pedro Domecq y Díez, formando la actual ganadería con encaste Domecq. Pasta actualmente en la finca “La Capitana”, enclavada en el municipio sevillano de Almadén de la Plata; está inscrita en la Unión de Criadores de Toros de Lidia.

## Origen «Santa Coloma»
En 1918 el ganadero sevillano Félix Suárez se hizo con una importante partida de reses del Conde de Santa Coloma. Mantuvo su ganadería hasta 1928, siendo adquirida por Rodrigo de Figueroa y Torres, Duque de Tovar. Tras su muerte en 1929 la ganadería pasó a llamarse como Herederos del Duque de Tovar hasta 1947, cuando se divide en cinco lotes de los que surgirán diversas ganaderías del panorama taurino español y portugués, entre ellas la de Luis Algarra, que tiene el hierro de Félix Suárez.

## Historia de la ganadería
En 1963 el ganadero sevillano Salvador Algarra del Castillo se hizo con una ganadería que inicialmente formó con reses de Benítez Cubero (Hidalgo Barquero) y que tenía el viejo hierro de Félix Suárez (Santa Coloma) que perteneció al duque de Tovar D. Rodrigo de Figueroa y Torres. De los cinco lotes en los que se repartió, el que correspondió a su hijo Ignacio Figueroa y Bermejillo fue comprado en 1948 por Mariano y Francisco Pelayo Navarro. Los dos hermanos la mantienen hasta el año 1960, cuando es adquirida por Andrés Parladé Marín, vendiéndola en 1963 a Salvador Algarra, siendo este el origen de su ganadería de Hidalgo Barquero. En 1974 su hijo Luis Algarra Polera todo este ganado y adquiere a Juan Pedro Domecq y Díez 150 vacas, dos sementales y varios lotes de utreros, erales y añojos; la compra supuso casi la cuarta parte de la ganadería origen. Lidia a partir de entonces con su nombre, LUIS ALGARRA POLERA, y pronto comienza a destacar. Luis Algarra murió en el 2006, y la ganadería pasó a ser dirigida por sus hijos Aurora y Luis Algarra Crehuet;

### Toros célebres
| Nombre        | Número | Capa         | Peso   | Fecha de lidia | Plaza de toros       | Torero              | Observaciones   | Ref.                               |
| ------------- | ------ | ------------ | ------ | -------------- | -------------------- | ------------------- | --------------- | ---------------------------------- |
| Almohadillero | 32     | Negro        | 530 kg | 03-09-2003     | Mérida               | Antonio Ferrera     | Indultado       | [ 9 ] [ 10 ]                       |
| Generoso      | 56     | Negro        | -      | 12-03-2006     | Morón de la Frontera | Finito de Córdoba   | Indultado       | [ 11 ] [ 12 ] [ 13 ]               |
| Ebanista      | 100    | Negro        | 510 kg | 16-10-2011     | Huércal-Overa        | El Cordobés         | Indultado       | [ 14 ] [ 15 ] [ 16 ] [ 17 ]        |
| Hojalatero    | 93     | Negro        | 496 kg | 25-09-2013     | Vera                 | El Cordobés         | Indultado       | [ 18 ] [ 19 ] [ 20 ] [ 21 ]        |
| Higuerito     | 37     | Negro        | 440 kg | 26-04-2014     | Cáceres              | José Garrido        | Vuelta al ruedo | [ 22 ] [ 23 ]                      |
| Ojerizo       | 58     | Castaño      | 475 kg | 15-04-2017     | Cabra                | Miguel Ángel Perera | Indultado       | [ 24 ] [ 25 ] [ 26 ] [ 27 ] [ 28 ] |
| Holgado       | 26     | Negro mulato | 565 kg | 28-07-2019     | Valencia             | Miguel Ángel Perera | Vuelta al ruedo | [ 29 ] [ 30 ]                      |
| Matagallo     | 58     | Negro        | 487 kg | 30-08-2020     | Linares              | Álvaro Lorenzo      | Vuelta al ruedo | [ 31 ] [ 32 ] [ 33 ]               |

## Características
La ganadería está formada con toros y vacas de Encaste Juan Pedro Domecq procedentes de la ganadería homónima en la línea de Juan Pedro Domecq y Díez. Atienden en sus características zootécnicas a las que recoge como propias de este encaste el Ministerio del Interior:
- Toros elipométricos y eumétricos, más bien brevilíneos con perfiles rectos o subconvexos, con una línea dorso-lumbar recta o ligeramente ensillada; y la grupa, con frecuencia, angulosa y poco desarrollada y las extremidades cortas, sobre todo las manos, de radios óseos finos.
- Bajos de agujas, finos de piel y de proporciones armónicas, bien encornados, con desarrollo medio, y astifinos, pudiendo presentar encornaduras en gancho. El cuello es largo y descolgado, el morrillo bien desarrollado y la papada tiene un grado de desarrollo discreto.[35][36]
- Sus pintas son negras, coloradas, castañas, tostadas y, ocasionalmente, jaboneras y ensabanadas, berrendos estas últimas por influencia de la casta Vazqueña. Entre los accidentales destaca la presencia del listón, chorreado, jirón, salpicado, burraco, gargantillo, ojo de perdiz, bociblanco y albardado, entre otros.

## Premios y reconocimientos
- 2019: Premio a la Mejor ganadería de la feria de Hogueras de Alicante 2019, otorgado por la Asociación Cultural Taurina “Puerta Grande”.[37]